# 鳥井信治郎
鳥井 信治郎（とりい しんじろう、1879年〈明治12年〉1月30日 - 1962年〈昭和37年〉2月20日）は、日本の実業家。サントリー（現・サントリーホールディングス株式会社）創業者。

## 経歴
- 1879年（明治12年）1月30日 両替商・米穀商の鳥井忠兵衛の次男として大阪府第一大区（のちの大阪市東区、現・大阪市中央区）釣鐘町に生まれる。
- 1887年（明治20年） 8歳で大阪府東区島町の北大江小学校尋常科入学。
- 1888年（明治21年） 9歳で同小学校で4年飛び越えて高等科に編入。
- 1890年（明治23年） 11歳で大阪市西区江戸堀南通（現・江戸堀）の市立大阪商業学校の付属科（のちの大阪市立天王寺商業高等学校、現・大阪市立大阪ビジネスフロンティア高等学校）入学。
- 1892年（明治25年） 13歳で大阪市東区道修町の薬種問屋小西儀助商店（現・コニシ）へ丁稚奉公に出た。この時に小西儀助商店で扱っていた洋酒についての知識を得たという。
- 1895年（明治28年） 16歳で大阪市東区博労町の絵具・染料を扱う小西勘之助商店へ移る。
- 1899年（明治32年） 20歳で大阪市西区靱中通（現・靱本町）で鳥井商店を起こした。
- 1906年（明治39年） 鳥井商店を寿屋洋酒店に改称。スペイン人兄弟が大阪で経営していたセレース商会を買収し、スペイン産のワインを販売するが売れなかったため、日本人の口にあう甘味果実酒の試作を始める。
- 1907年（明治40年）4月1日 「赤玉ポートワイン」を発売。
- 1919年（大正8年）3月10日 大阪市西区七条通（現・港区海岸通）に「赤玉ポートワイン」の瓶詰専用工場となる築港工場を開設（現・サントリー大阪工場）。原料ワインをスペインやチリから輸入した。
- 1921年（大正10年） 大阪市東区住吉町（現・松屋町住吉）で株式会社寿屋を設立。大正後期には「赤玉ポートワイン」が国内ワイン市場の60%を占めるまでに成長した。
- 1923年（大正12年）
  - 6月 竹鶴政孝が寿屋に入社。
  - 10月1日 大阪府三島郡島本村（現・島本町）山崎にて山崎蒸溜所の建設を開始。
- 1924年（大正13年）
  - 11月11日 山崎蒸溜所竣工。
  - 12月よりウイスキーの蒸留を開始。
- 1926年（大正15年） 喫煙者向けの歯磨「スモカ」を発売。
- 1928年（昭和3年）12月1日 日英醸造のビール工場を買収し、横浜工場とする。
- 1929年（昭和4年）4月1日 初の国産ウイスキー「サントリーウイスキー白札」（現・サントリーホワイト）を発売。
- 1930年（昭和5年）5月1日 「サントリーウイスキー赤札」（現・サントリーレッド）を発売。当初は白札・赤札とも販売不振で、のちにスモカ部門とビール事業を手放すことになる。
- 1932年（昭和7年）11月1日 「スモカ」の製造販売権を譲渡。
- 1934年（昭和9年）
  - 2月1日 ビール事業から撤退し、横浜工場を売却。
  - 3月1日 竹鶴政孝が寿屋を退社、ニッカを興す。
  - 6月21日 新潟県中頸城郡高士村（現・上越市）北方にある、川上善兵衛が開設した岩の原葡萄園の旧債を弁済し法人化（現・株式会社岩の原葡萄園）。「赤玉ポートワイン」の原料ワインの国産化へ向けた動きが加速する。
  - 10月15日 大阪府南河内郡道明寺村（現・藤井寺市）道明寺に道明寺工場を開設（2004年休止。大阪工場に整理統合）。
- 1935年（昭和10年） 道明寺工場にてブランデーの蒸留を開始。
- 1936年（昭和11年） 長野県東筑摩郡塩尻町（現・塩尻市）大門に塩尻工場を開設（現・サントリー塩尻ワイナリー）。山梨県北巨摩郡登美村（現・甲斐市）大垈にある、小山新助が開設し、競売にかけられていた登美農園を落札（現・サントリー登美の丘ワイナリー）。
- 1937年（昭和12年） 「サントリーウイスキー12年」（現・サントリー角瓶）を発売。この製品の成功により、サントリーのウイスキー事業が軌道に乗ることになる。
- 1940年（昭和15年）
  - 9月23日 長男の鳥井吉太郎が死去。
  - 11月15日 「サントリーオールド」製作発表。戦時下により発売ならず、10年後に世に出る。
- 1960年（昭和35年）8月2日 「サントリーローヤル」を発売。
- 1961年（昭和36年） 寿屋の会長に就任。経営の第一線から退く。
- 1962年（昭和37年）2月20日 急性肺炎で死去。享年83。

## 「やってみなはれ」
失敗を恐れず挑戦することを重んじる信治郎の「やってみなはれ」を、サントリーは21世紀においても創業精神として掲げている。新浪剛史サントリーホールディングス社長によると、社内の研修組織「サントリー大学」において、買収した米ビーム社員らを含めて「Yatte Minahare」とそのまま教えているという。
この「やってみなはれ」は、鳥井信治郎が信心していた第二次世界大戦後初の千日回峰行大行満大阿闍梨・叡南祖賢大和尚のところへ相談に行った時に、叡山の傑僧と言われた祖賢大和尚が鳥井信治郎を「やってみなはれ」と励ました言葉が由来である 。

## 著作
- 『一億一体天祐神助を祈れ』豊公会、1942年12月25日。 NCID BA86072687。全国書誌番号:44025054 NDLJP:1094537。
- 『生ける豊太閤 ―豊太閤と天守閣―』豊公会、1939年8月1日。 NCID BA30305714。全国書誌番号:44040551 NDLJP:1103208。

## 系譜
- 長男の鳥井吉太郎は31歳で死去[5]。妻は阪急阪神東宝グループ創始者の小林一三の娘、春子。
  - 吉太郎の子が3代目サントリー社長の鳥井信一郎。
- 次男は2代目サントリー社長の佐治敬三。
  - 敬三の子がサントリーホールディングス会長の佐治信忠。
- 三男はサントリー名誉会長の鳥井道夫。
  - 道夫の子がサントリーホールディングス副会長、3代目マスターブレンダーの鳥井信吾

## 鳥井信治郎が登場する作品
- 『マッサン』 - 2014年度下半期NHK連続テレビ小説で、竹鶴政孝夫妻をモデルとしたフィクション。主人公である亀山夫妻に大きな影響を与える「鴨居欣次郎（演：堤真一）」として登場する[6]。
- 山口瞳・開高健『やってみなはれみとくんなはれ』2003年
- 伊集院静『琥珀の夢 小説 鳥井信治郎』日本経済新聞朝刊連載小説、2017年
  - 『日経ドラマスペシャル 琥珀の夢』上記伊集院静著の小説を原作とした2018年放送のテレビ東京制作のテレビドラマ。鳥井をモデルとした主人公・鳴江萬治郎を内野聖陽が演ずる。